# 남양주샛별초등학교
남양주샛별초등학교는 대한민국 경기도 남양주시에 있는 공립 초등학교이다.

## 학교 연혁
- 2014년 8월 남양주샛별초등학교 설립 인가
- 2014년 9월 1일 남양주샛별초등학교 개교
- 2014년 9월 1일 초대 장철석 교장 부임
- 2014년 9월 1일 초등 11학급 편성
- 2015년 2월 13일 제1회 졸업식(20명)
- 2015년 3월 16일 초등 18학급 편성(특수 1 포함)
- 2016년 2월 5일 제 2회 졸업식(63명)
- 2016년 3월 14일 27학급 편성(특수 1 포함)
- 2016년 9월 1일 박외순 교장 부임
- 2017년 2월 10일 : 제3회 졸업생(초등 98명, 유치원 25명)
- 2017년 3월 2일 : 초등 29학급 편성(특수 1학급 포함), 유치원 3학급 편성
- 2017년 3월 6일 : 4학년 1학급 증설(초등 29학급, 특수 1학급)